# Fraire
Pour les articles ayant des titres homophones, voir Frère (homonymie).
Fraire est une section de la ville belge de Walcourt située en Région wallonne dans la province de Namur.
C'était une commune à part entière avant la fusion des communes de 1977.

## Géographie
La commune est bornée au nord par Laneffe et Chastrès, à l’est par Saint-Aubin et Morialmé, au sud par Yves-Gomezée et à l’ouest par Walcourt. Elle est traversée par la N5 (section de Philippeville-Charleroi) et la N932 (Annevoie-Rouillon-Fraire). Le ruisseau de Fairoul, affluent de l’Eau d’Yves, prend sa source dans la commune.
Fraire comprend un hameau : Fairoul.

## Évolution démographique
- Source: DGS, 1831 à 1970=recensements population, 1976= habitants au 31 décembre

## Histoire
La charte des minières de Morialmé de 1384 : Document qui octroie des droits aux mineurs parmi lesquels des habitants de Fraire. Les premières lignes de cet accord sont les suivantes : Voici les franchises et droits des minières de fer de Morialmé, faites, ordonnées et rédigées, pour que tous ceux qui viendront plus tard en aient plus grande souvenance et que les jurés des dites minières, savoir : Jounons Du Buck, Jehan Le Camus, Jehan Horret, Pierre Hubert, tous de Fraire-la-Petite et Jehan le Stordeur, de Morialmé, ont mises ou fait mettre dans les présentes. Fait en l'an de grâce 1384, le lundi qui est le lendemain du grand carême et le premier jour du mois de mars. 

## Patrimoine et folklore

### Patrimoine architectural
- Eglise Saint-Rémy. Reconstruit par l'abbaye d'Aulne en 1792, édifice de style classique[2].
- Ferme du Château, rue de Rocroi. Ancienne propriété des seigneurs du lieu, également seigneurs de Samart : les Saint-Mard au XVe siècle, puis les Romerée jusqu'en 1505, les Aux-Brebis au XVIe siècle et enfin les Glymes de Brabant, au dernier tiers du XVIe siècle à la Révolution française[3]. Ferme construite en plusieurs étapes du XVIe au XXe siècle[3].

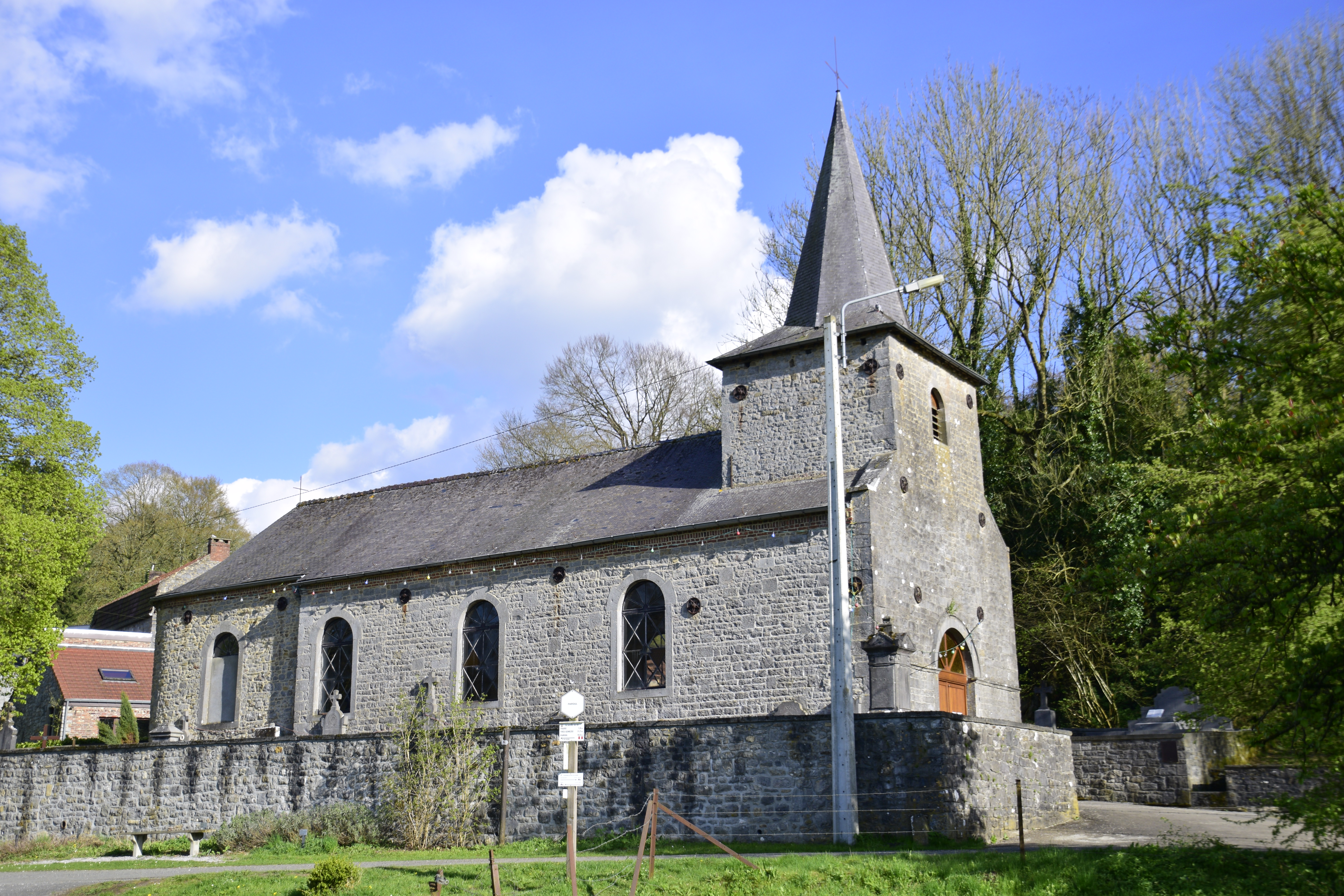
La chapelle Notre-Dame de l'Assomption de Fairoul.

- La chapelle Notre-Dame de l'Assomption de Fairoul.Chapelle Notre-Dame de l'Assomption de Fairoul. Située sur la rive gauche du ruisseau de Fairoul, édifice bâti en 1841 à partir d'un gros œuvres plus ancien. Le chœur est construit en 1708 par G. Bliquin, métallurgiste à Fairoul[4].
- Ferme d'En Bas, rue de Baileux. Propriété des seigneurs du lieu, puis au XIXe siècle des Cartier d'Yves[4].
- Château de Fairoul. Sur un site probable des anciens hauts fourneaux et forges de Fairoul, cités dès le XVIe siècle, ensemble datant du XIXe siècle établi  dans une vallée encaissée où coule le ruisseau de Fairoul. Cet exploitation industrielle a été reprise par le baron de Cartier d'Yves vers 1824 et 1830 et également propriétaire de Rossignol à Vogenée et de la Neuve Forge aujourd'hui disparue, toutes deux située sur le ruisseau d'Yves. Il fait construire un laminoir qui cessa ses activité en 1846[4].

## Économie

### Chemin de fer
C’est le 1er décembre 1848, au départ de Marchienne, que le chemin de fer de la Société du chemin de fer de l'Entre-Sambre-et-Meuse atteint Walcourt, et de là, via la ligne 135, Morialmé au centre de la région où les mines de fer étaient encore en pleine activité. Une autre section, Berzée-Laneffe, est également ouverte, avec des wagons tractés par des chevaux pour transporter le minerai de fer.
Ces travaux sont supervisés par Eugène Gremez, de Cerfontaine, contrôleur du Service des Transports, placé directement sous les ordres de George Sheward, administrateur anglais de la ligne, dont l’adresse n’est autre que "Jardinet-lez-Walcourt", c-à-d à l’ancienne abbaye.
Gremez multiplie les visites non seulement aux diverses stations de ligne mais entre-temps, il s’enquiert des multiples développements commerciaux possibles, étudie les prix de revient, passe commande de tous les instruments et objets nécessaires, nomme des responsables à tous les niveaux.

## Personnalité
Lord Sabathan, ex-bassiste et fondateur du groupe de black metal Enthroned, est originaire de Fraire. Après avoir quitté Enthroned en 2006, il a officié au sein de plusieurs formations éphémères telles que Dawn Of Crucifixion et Horacle, pour finalement rejoindre les rangs du groupe de Black Thrash Slaughter Messiah en janvier 2011. Depuis février 2018, il est également membre du groupe de Black Metal Heinous ; et depuis octobre 2017, il poursuit une carrière solo où il rejoue les classiques de Enthroned de 1994 à 2004, période dans laquelle il officiait au sein du groupe.